# Нивен, Ларри
Лоренс ван Котт (Ларри) Нивен (англ. Laurence van Cott Niven; родился 30 апреля 1938 года) — американский писатель-фантаст. Наиболее известен как автор романа «Мир-Кольцо» (1970), получившего премии «Хьюго», «Локус», «Дитмар» и «Небьюла», и вымышленной вселенной — «Известный космос», вызвавшей поток последователей. Его творчество — «твёрдая» (естественнонаучная) фантастика, совмещающая принципы серьёзной науки и теоретических домыслов. Также в его работах обычно есть элементы детектива и приключения.

## Биография
Ларри Нивен родился в Лос-Анджелесе, в штате Калифорния. Некоторое время он посещал Калифорнийский технологический институт в Пасадене, Калифорнийский университет в Лос-Анджелесе, в 1962 году окончил Университет Уошберн, Топека, в Канзасе, со степенью бакалавра математических наук (с изучением психологии). Став профессиональным писателем, жил в пригородах Лос-Анджелеса, включая Чатсворт и Тарзану. Унаследовал крупную сумму денег от своего деда, Эдварда Л. Дохени.

## Карьера
Нивен — автор многих научно-фантастических романов и коротких рассказов, начиная с рассказа 1964 года «Самое холодное место»; пятикратный лауреат премии «Хьюго». В числе других его наград — премии «Небьюла», «Дитмар», «Skylark» и премия журнала «Локус».
В 1967 году Нивен получил премию «Хьюго» в номинации «Лучший короткий рассказ» — «Нейтронная звезда». Ту же награду он получал в 1972 году («Непостоянная Луна») и 1975 году («Человек — чёрная дыра»). В 1976 году он получил премию «Хьюго» за Лучшую Повесть — «Приграничная полоса Солнца».
Нивен также пишет сценарии для различных научно-фантастических шоу, включая сериал «Страна Потерянных» и анимационный сериал «Звёздный Путь» («Оружие Рабовладельца»). Один из своих коротких рассказов («Непостоянная Луна») он адаптировал для эпизода телесериала «За гранью возможного».
В последние годы он часто пишет в соавторстве с Джерри Пурнелем и/или со Стивом Барнсом.
Значительная часть романов и рассказов Нивена входит в цикл «Известный космос» («Освоенный космос», англ. Known Space). Среди других рассказов можно выделить циклы «Светц», «Круг Лешего», «Таверна „У Дракона“», «Магия», а также рассказы о параллельных мирах и о влиянии телепортации на общество (среди последних следует особо отметить рассказ «Вспышка толпы» (Flash Crowd) (1973), где описано явление, в настоящее время получившее название «Флеш-моб»
).
В своих романах и рассказах Нивену удаётся создавать на редкость убедительные и запоминающиеся образы инопланетных существ. Среди них наибольшую известность приобрели кзины — огромные тигроподобные разумные существа, отличающиеся исключительной воинственностью. Вооружённые конфликты людей с кзинами играют большую роль в «будущей истории» цикла «Известный космос». Впоследствии (в основном рядом других авторов) был создан целый цикл повестей и рассказов под общим названием «Войны Людей и Кзинов». Поскольку эти книги были написаны согласно авторским указаниям Нивена, и с соблюдением хронологии, их обычно причисляют к канону «Известного Космоса». К настоящему моменту опубликовано 11 томов.

### Серия «Известный космос»
- Мир Птаввов (1966)
- Дар Земли (1968)

Мир-Кольцо
1. Мир-Кольцо (1970)
2. Инженеры Кольца (1979)
3. Путеводитель по Миру-Кольцу Ларри Нивена (1994) / в соавторстве с Кевином Стейном[англ.]
4. Трон Кольца (1996)
5. Дети Кольца (2004)
6. Флот Миров (2008)

- Нейтронная звезда (сборник) (1968)
- Облик космоса (сборник) (1969)
- Все мириады путей (сборник) (1971)
- Непостоянная Луна (сборник) (1973)
- Защитник (1973)
- Истории Известного Космоса: Вселенная Ларри Нивена (сборник) (1975)
- Длинная РУКА Джила Гамильтона (1976)
- Девушка из лоскутов (1980)
- Аварийщик (сборник) (1994)
- Плоскоземелец (сборник) (1995)

### В соавторстве с Джерри Пурнелем
- Ад (1976)
- Молот Люцифера (1977)
- Клятва верности (1982)
- Поступь (1985)

Мошкиты (произведения о цивилизации мошкитов)
1. Мошка в зенице Господней (1974)
2. Хватательная рука (1993)

Золотая Дорога (действие происходит в том же мире, что и Магия уходит)
1. Горящий город (2000)
2. Горящая башня (2005)

Хеорот (в соавторстве со Стивом Барнсом и Джерри Пурнелем)
1. Наследие Хеорота (1987)
2. Драконы Хеорота (Дети Беовульфа) (1995)
3. Дорога судьбы (1997) / авторство только Нивена

### Серия «Парк Грёз» (в соавторстве со Стивом Барнсом)
1. Парк Грёз (1981)
2. Проект «Барсум» (1989)
3. Калифорнийская игра вуду (1992)
4. «Ананси» идёт на посадку (1982)

### Серия «Государство» («State»)
1. Мир вне времени (1976)
2. Интегральные деревья (1984)
3. Дымовое кольцо (1987)

### Серия «Магия уходит»
1. Магия уходит (1978)
2. Магия может вернуться (1981)
3. Больше магии (1984)
4. Время Чернокнижника (1984)

### Романы
- Летающие колдуны (1971) / в соавторстве с Дэвидом Герролдом
- Падшие ангелы (1991) / в соавторстве с Джерри Пурнелем и Майклом Финном
- Выбор Ахилла (1992) / в соавторстве со Стивом Барнсом
- Гонка с Сатурном (2000) / в соавторстве со Стивом Барнсом (действие происходит в том же мире, что и Выбор Ахилла)
- Постройка Луны Арлекина (2005) / в соавторстве с Брендой Купер